# Islisberg
Islisberg is een gemeente en plaats in het Zwitserse kanton Aargau en maakt deel uit van het district Bremgarten.
Islisberg telt 608 inwoners.
Van 1803 tot en met 1982 was Islisberg samengevoegd in de gemeente Arni-Islisberg, in 1983 werd deze gemeente weer terug gesplitst naar de oorspronkelijke dorpen.
Het dorp ligt bovenop de gelijknamige heuvel, die onderdeel van de Holzbirrliberg is.
Onder het dorp loopt de Islisbergtunnel, onderdeel van de autoweg 4.